# Plutocracy
Plutocracy — це відеогра в жанрі економічної стратегії, розроблена та випущена студією Redwood Games. Гра була випущена 21 листопада 2019 року на Microsoft Windows, MacOS та Linux.

## Ігровий процес
Гравець грає за акціонера в США. Щоб досягти перемоги по закінченню гри, потрібно окрім купівлі акцій, керувати компаніями, проводити махінації на біржі, вербувати політиків та чиновників.
У грі є два режими:
- Випробування — у ньому гравцю доведеться грати за відомих мільярдерів США та пройти їх шлях та виконати їх життєві досягнення. Усього у грі 5 випробувань:
  - Епізод 1 — У гонитві за Рокфеллером.
  - Епізод 2 — Стопами Вандербільда. (В розробці)
  - Епізод 3 — Спадщина Карнегі. (В розробці)
  - Епізод 4 — Перевага Форда. (В розробці)
  - Епізод 5 — Фінансові ігри Моргана. (В розробці)
- Пісочниця — Перед початком гри є можливість створити свого персонажа та настроїти гру, будь то додати конкурентів чи вибрати сценарій пісочниці. Під час створення персонажа від його характерних рис, вірувань, уподобань, партійної приналежності, залежать відносини з іншими персонажами в ігровому світі.
- Історія — (В розробці)